# Aphelinus lucidus
Aphelinus lucidus är en stekelart som beskrevs av Yasnosh 1995. Aphelinus lucidus ingår i släktet Aphelinus och familjen växtlussteklar. Inga underarter finns listade i Catalogue of Life.